# 더찬스
더찬스는 2012년에 SBS ESPN에서 방송된 축구 오디션 프로그램이다. 시즌1은 아마추어 축구선수를 대상으로 실시되었으며, 시즌2는 축구협회에 등록된 선수들도 참가 대상에 포함되었다.

## 시즌1 (2010)
시즌1은 TV로 방송되지 않고 오프라인으로 진행되었다. 문선민이 국내 대회 최종 3인에 선정된 데 이어 세계 대회에서 아르센 벵거 감독의 선택을 받아 최종 8인에 선정되어 외스테르순드 FK에 입단하게 되었다. 고용필, 유환희도 국내 최종 3인에 들었다.

## 시즌2 (2012)
엘리트 스카우팅 & 지역 예선(240명 선발)→남해 본선 캠프(100명 선발)→국가대표 멘토 스쿨(32명 선발)→최종 결선(2명 선발, 월드파이널 진출) 순으로 진행되었다. 월드파이널은 바르셀로나에서 진행되었으며 펩 과르디올라 감독이 스카우트로 나섰으며, 55개국에서 뽑힌 100명이 참여했다. 이 중 최종 16명을 선정해 맨체스터 유나이티드와 유벤투스 등 유럽 명문 클럽에서 실시하는 월드트레이닝 투어에 함께 할 수 있는 기회를 준다. 이러한 과정을 통해 최종적으로 4명이 뽑히면 잉글랜드 프리미어리그와 파트너십을 맺고 있는 나이키 아카데미에서 체계적인 훈련과 실전을 경험할 수 있는 특전이 주어진다.

### 엘리트 스카우팅
- 스파크 테스트 (20M 달리기)

| 이름                  | 기록   |
| --------------------- | ------ |
| 최명주 (경남보건고)   | 2.97초 |
| 손대균 (창원기계공고) | 2.96초 |
| 오상헌 (경남보건고)   | 2.82초 |
| 조민영 (구리고)       | 2.91초 |

- 버티컬 점프

| 이름                  | 기록   |
| --------------------- | ------ |
| 김민현 (창원기계공고) | 66.6cm |
| 김왕현 (경남보건고)   | 57.4cm |
| 박문성                | 55.1cm |
| 김동완                | 50.1cm |

- 방향전환 민첩성 테스트
- 요요 테스트 (20M 왕복 달리기)
- 스킬 챌린지
- 최종 선발 (본선 진출)

| 이름   | 비고                 |
| ------ | -------------------- |
| 이영재 | 기성용 특별 스카우팅 |
| 이상헌 | 경남보건고           |
| 유성욱 | 창원기계공고         |
| 정지훈 | 경남보건고           |
| 이동호 | 창원기계공고         |
| 이상준 | 하남FC               |
| 김태오 | 하남FC               |
| 김재욱 | 장훈고               |
| 강재윤 | 장훈고               |
| 김율   | 용호고               |
| 윤지환 | 용호고               |

### 지역 예선
| 지역 | 참가   | 본선 진출                                      |
| ---- | ------ | ---------------------------------------------- |
| 부산 | 830명  | 정세준, 김동영, 천민수 등 58명                 |
| 서울 | 1990명 | 이상빈, 이경주, 이경문, 이성규, 유환희 등 76명 |
| 대구 | 581명  | 박성호 등 49명                                 |

### 남해 본선 캠프
아래 4명은 히딩크 감독의 선발로 합격했고, 엄태준 등 96명은 11대 11 경기를 통해 합격했다.
| 이름   | 비고        |
| ------ | ----------- |
| 박성호 | 히딩크 선발 |
| 김율   | 히딩크 선발 |
| 김기백 | 히딩크 선발 |
| 정태화 | 히딩크 선발 |

### 국가대표 멘토 스쿨
남해 본선 캠프 합격자 100명은 각자 국가대표 멘토들에게 레슨을 받으며, 멘토들은 7명씩을 합격자로 선발한다.
- 최효진

| 이름   | 포지션 |
| ------ | ------ |
| 김문기 | FW     |
| 손용찬 | SMF    |
| 엄태준 | CF     |
| 이동건 | DF     |
| 김남수 | MF     |
| 유재홍 | DF     |
| 정종혁 | MF     |

- 이동국

| 이름   | 포지션 |
| ------ | ------ |
| 이현수 | FW     |
| 김기백 | FW     |
| 김운   | FW     |
| 박성호 | FW     |
| 김태오 | FW     |
| 이현종 | FW     |
| 송승진 | FW     |

- 윤빛가람

| 이름   | 포지션 |
| ------ | ------ |
| 강재윤 | FW     |
| 서영재 | DF     |
| 노성민 | MF     |
| 공태경 | DF     |
| 오영광 | FW     |
| 이두레 | FW     |
| 송채빈 | MF     |

- 김정우

| 이름   | 포지션 |
| ------ | ------ |
| 이상준 | FW     |
| 김민겸 | MF     |
| 유성욱 | MF     |
| 심명보 | DF     |
| 정지훈 | MF     |
| 이동하 | DF     |
| 박성우 | MF     |

### 패자부활전
10명의 후보를 선정했고, 슛 테스트를 통해 김한설, 오상헌, 정태화가 부활했다.

### 최종 결선
엄태준, 서영재가 최종 2인으로 뽑혔고, 이상준이 와일드카드로 합류했다.

### 월드파이널
52명이 세미파이널에 진출했으며, 서영재, 이상준이 포함되었다. 26명이 진출하는 파이널에는 서영재만 진출했다. 그러나 서영재는 최종 16인에는 들지 못했다.